# Повіт Сібата
Пові́т Сіба́та (яп. 柴田郡, しばたぐん, МФА: [ɕibata guɴ]) — повіт у префектурі Міяґі, Японія.